# Орора (Охајо)
Орора (енгл. Aurora) град је у америчкој савезној држави Охајо.

## Демографија
По попису из 2010. године број становника је 15.548, што је 1.992 (14,7%) становника више него 2000. године.
| Група             | 2000.          | 2010.          |
| Белци             | 12.917 (95,3%) | 14.451 (92,9%) |
| Афроамериканци    | 293 (2,2%)     | 467 (3,0%)     |
| Азијати           | 168 (1,2%)     | 294 (1,9%)     |
| Хиспаноамериканци | 78 (0,6%)      | 203 (1,3%)     |
| Укупно            | 13.556         | 15.548         |